# Oscar Brenifier
Oscar Brenifier est un écrivain et philosophe français né le 4 septembre 1954 à Oran.

## Biographie
Oscar Brenifier a fait des études de biologie et de philosophie à l'Université d'Ottawa et soutenu une thèse de doctorat en philosophie à l'Université Paris IV-Sorbonne.
Après avoir été professeur de philosophie dans l'enseignement secondaire, Oscar Brenifier a développé le concept de « Pratique philosophique », par une théorisation de celui-ci et par sa mise en œuvre sur le terrain. Il a élaboré une méthode basée sur la maïeutique socratique et le principe hégélien de critique interne et critique externe, qui a été développée au fil des ans au sein de l’Institut de Pratiques Philosophiques.
Il s'est engagé dans plusieurs opérations ouvrant l'accès de la philosophie à des publics variés, enfants comme adultes, en France et dans de nombreux pays.
Dans ce but, il a créé, avec Isabelle Millon, en 1995 l’Institut de Pratiques Philosophiques (IPP) dont la vocation est de promouvoir la philosophie comme pratique dans la cité et comme outils pédagogiques en milieux scolaires, et d'organiser des programmes de formation dans ce domaine. L'IPP organise des ateliers-philosophiques dans des médiathèques, des centres culturels, des cinémas, des foyers de jeunes travailleurs, des prisons, des établissements scolaires (dès la maternelle), en entreprise, avec des jeunes en difficultés d’intégration...  Il ne s’agit pas de faire œuvre d’érudition, mais d’apprendre et de pratiquer le « penser par soi-même » ainsi que le « penser avec les autres ». Philosopher signifie dès lors s’initier à la construction de la pensée, à l’analyse critique, au dialogue, pour devenir conscient des enjeux de la pensée et du discours.
Oscar Brenifier a notamment écrit des livres de philosophie destinés aux enfants, publiés en français et dans une trentaine de langues.
Il intervient également régulièrement comme consultant. Il a contribué en tant qu'expert en 2007 à la rédaction du rapport de l’Unesco sur la philosophie dans le monde : « La philosophie, école de liberté » (2007),. Dans ce cadre il a été un des organisateurs, au siège de l'Unesco à Paris, du Colloque international sur les « Nouvelles Pratiques Philosophiques » en novembre 2006.

## Ouvrages
- c'est quoi Moi ? (ill. Aurélien Débat), Nathan, coll. « Philo z'enfants », 10 septembre 2020, 96 p. (ISBN 978-2-09-259400-1)[8]
- Le Livre des grands contraires philosophiques, illustrations de Jacques Després, Nathan, 2013  (ISBN 978-2-09-254684-0)
- Sagesse des contes soufis, avec Isabelle Millon,  Eyrolles, 2013  (ISBN 978-2-212-55661-2)
- Sagesse des contes bouddhistes, avec Isabelle Millon,  Eyrolles, 2014  (ISBN 978-2-212-55882-1)
- Sagesse des contes zen, avec Isabelle Millon,  Eyrolles, 2014  (ISBN 978-2-212-55976-7)
- Sagesses et malices de Yoshua, l'homme qui se disait fils de Dieu, illustrations d'Anne Simon, Albin Michel, 2009  (ISBN 978-2-226-18950-9) (collection Sagesses et malices)
- Le Livre des grands contraires psychologiques, illustrations de Jacques Després, Nathan, 2010  (ISBN 978-2-09-252872-3) (collection Philozidées)
- L'amour selon Ninon, illustrations Delphine Perret, Autrement jeunesse, 2011
- La Question de Dieu, Illustrations de Jacques Després,  Nathan, 2010   (ISBN 978-2-09-252699-6) (collection Philozidées)
- Le Beau selon Ninon[9], illustration de Delphine Perret, Autrement Jeunesse,  Les petits albums de philosophie, 2012  (ISBN 978-2-7467-1247-8)
- Le Bonheur selon Ninon , illustrations d'Iris de Moüy, Autrement Jeunesse,  Les petits albums de philosophie, 2005  (ISBN 978-2-7467-0716-0)
- Qui suis-je ?, illustrations d'Aurélien Débat, Nathan, 2013  (ISBN 978-2-09-254573-7), (collection PhiloZenfants)
- Le Bonheur, c'est quoi ?, illustrations de Catherine Meurisse, Nathan, 2013  (ISBN 978-2-09-254574-4) (collection PhiloZenfants)
- C'est quoi les sentiments ? (ill. Serge Bloch), Nathan, coll. « Philo z'enfants », 11 juillet 2019, 96 p. (ISBN 978-2-09-259007-2)[10]
- La vie, c'est quoi ? (ill. Jérôme Ruillier), Nathan, coll. « Philo z'enfants », 2 janvier 2020, 96 p. (ISBN 9782092593899)
- Le Bien et le Mal, c'est quoi ?, Nathan,  (collection PhiloZenfants)
- Le Beau et l'Art, c'est quoi ? , Nathan,  (collection PhiloZenfants)
- La Liberté, c'est quoi ? , Nathan,  (collection PhiloZenfants)
- L'argent rend-il heureux ?, illustrations de Catherine Meurisse, Nathan, 2009  (ISBN 978-2-09-252251-6) (collection Mini PhiloZenfants)
- Comment sais-tu que tes parents t'aiment ?, illustrations de Serge Bloch, Nathan, 2009  (ISBN 978-2-09-252249-3) (collection Mini PhiloZenfants)
- Questions de philo entre ados (ill. Delphine Perret), Seuil, coll. « HC Jeunesse », 3 avril 2007, 87 p. (ISBN 978-2-02-093965-2)[11]
- Question de logiques !, illustrations de Jean-Philippe Chabot, Seuil, 2008  (ISBN 978-2-02-097822-4) (collection HC Jeunesse)
- Yves Mole, Régis Delpeuch, Oscar Brenifier, À nous le français ! CE1, cycle 2, 3e année, Lire et vivre ensemble, Sedrap / Cned, 2005  (ISBN 978-2-84117-681-6)